# Emerson Ferreira da Rosa
Émerson Ferreira da Rosa (Pelotas, Brazil, 4. travnja 1976.) je brazilski umirovljeni nogometaš i bivši nacionalni reprezentativac. Osvajač je Copa Américe i Kupa konfederacija s Brazilom.

## Karijera

### Klupska karijera
Emerson je karijeru počeo graditi u juniorima Botafoga dok je kao senior najprije igrao za Grêmio. S klubom je osvojio brazilsko prvenstvo, dva kupa, Copa Libertadores te je igrao u finalu Interkontinentalnog kupa u kojem je Grêmio poražen na penale od nizozemskog Ajaxa.
Godine 1997. igrač napušta Brazil te odlazi u Bayer Leverkusen za koji je igrao nastupao sezone. U tom razdoblju je skupio 82 nastupa u Bundesligi te je zabio 11 pogodaka.
U ljeto 2000. godine Emerson potpisuje petogodišnji ugovor s Romom. Tamo zbog kvote igrača izvan EU nije bio u mogućnosti igrati za klub. Međutim, jer mu je supruga talijanskih korijena, Emerson je u listopadu 2000. dobio talijansko državljanstvo. Prvu utakmicu u Serie A odigrao je 28. siječnja 2001. godine u susretu protiv Napolija. Igrač je tada ušao u igru u 56. minuti kao zamjena za Marca Delvecchija. Te sezone Emerson je s AS Romom osvojio scudetto i talijanski Superkup.
Odlazak Emersona iz Rome je bio zanimljiv po tome što ga je rimski klub htio prodati madridskom Realu a ne ligaškom rivalu Juventusu kojem je težio Brazilac. U konačnici je sklopljen transfer s Juventusom ukupno vrijedan 32 milijuna eura. U taj iznos su uključeni i troškovi sportskih agenata te Matteo Brighi koji je otišao u Romu u sklopu transfera.
Nakon što je 2006. godine uslijedila "afera calciopolli", mnogi igrači Juventusa su napustili klub. Među njima su bili Emerson i Fabio Cannavaro te trener Fabio Capello koji su zajedno otišli u Real Madrid. Real je torinskom klubu za Emersona platio 16 milijuna eura.
Zbog loših odnosa između igrača i trenera Capella, Emerson je igrao jako malo za klub te je u siječnju 2007. godine izjavio da se želi vratiti u Juventus. Time je potvrdio glasine o svojem odlasku iz Madrida.
Tijekom drugog dijela sezone 2006./07. dolazi do preokreta kada igrač nastupa više za Real te s klubom osvaja Primeru. Zbog toga u svibnju 2007. godine mijenja mišljenje te objavljuje da ima namjeru ostati u klubu. Međutim, Ramon Calderon, predsjednik Real Madrida je u inteviewu za radijsku emisiju "El Larguero" rekao da će Emerson i Antonio Cassano zbog tehničkih razloga napustiti klub u ljeto 2007. godine.
Dana 21. kolovoza 2007. godine Milan je službeno potvrdio transfer Emersona u klub za 6 milijuna eura. Nakon deset dana igrač je debitirao za klub u utakmici Superkupa Europe protiv Seville. Kasnije se ozlijedio te je igrao malo za klub tako da je 21. travnja 2009. godine sporazumno napustio milansku momčad.
Odmah nakon odlaska iz kluba Emerson započinje s pregovorima s bivšim Grêmijom gdje je započeo karijeru. Ipak, zbog međunarodnih transfernih ograničenja nije bio u mogućnosti pridružiti se klubu.
U konačnici Emerson 26. srpnja 2009. godine potpisuje za Santos. Već 16. listopada iste godine odlučio je raskinuti ugovor s klubom zbog odlaska na operaciju. Time je završena Emersonova igračka karijera.

### Reprezentativna karijera
Emerson je za Brazil debitirao 1997. godine te je za Seleção nastupao do 2006. godine. Od većih uspjeha ostvarenih s reprezentacijom to su osvajanje Copa Américe 1999. i Kupa konfederacija 2005. godine. Također, bio je član Brazila koji je igrao finale Svjetskog prvenstva u Francuskoj 1998. godine.

#### Pogodci za reprezentaciju
| #  | Datum             | Mjesto                    | Protivnik | Rezultat | Natjecanje                          |
| -- | ----------------- | ------------------------- | --------- | -------- | ----------------------------------- |
| 1. | 10. rujna 1997.   | Salvador, Brazil          | Ekvador   | 4 : 2    | Prijateljska utakmica               |
| 2. | 31. ožujka 1999.  | Tokio, Japan              | Japan     | 0 : 2    | Prijateljska utakmica               |
| 3. | 30. lipnja 1999.  | Ciudad del Este, Paragvaj | Venezuela | 7 : 0    | Copa América 1999.                  |
| 4. | 23. veljače 2000. | Bangkok, Tajland          | Tajland   | 0 : 7    | Prijateljska utakmica               |
| 5. | 23. veljače 2000. | Bangkok, Tajland          | Tajland   | 0 : 7    | Prijateljska utakmica               |
| 6. | 30. ožujka 2005.  | Montevidéo, Urugvaj       | Urugvaj   | 1 : 1    | Kvalifikacije za SP u Njemačkoj 06' |

## Osvojeni trofeji

### Klupski trofeji
| Klub        | Trofej                             | Sezona / godina |
| Brazil      | Brazil                             | Brazil          |
| ----------- | ---------------------------------- | --------------- |
| Grêmio      | Brazilski kup                      | 1994.           |
| Grêmio      | Prvenstvo države Rio Grande do Sul | 1995.           |
| Grêmio      | Copa Libertadores                  | 1995.           |
| Grêmio      | Brazilsko prvenstvo                | 1996.           |
| Grêmio      | Prvenstvo države Rio Grade do Sul  | 1996.           |
| Grêmio      | Recopa                             | 1996.           |
| Grêmio      | Brazilski kup                      | 1997.           |
| Italija     |                                    |                 |
| AS Roma     | Talijansko prvenstvo               | 2000./01.       |
| AS Roma     | Talijanski Superkup                | 2001.           |
| Juventus    | Trofej Luigi Berlusconi            | 2004.           |
| Španjolska  |                                    |                 |
| Real Madrid | Španjolsko prvenstvo               | 2006./07.       |
| Italija     |                                    |                 |
| AC Milan    | Superkup Europe                    | 2007.           |
| AC Milan    | Svjetsko klupsko prvenstvo         | 2007.           |

### Reprezentativni trofeji
| Turnir                   | Trofej | Godina |
| ------------------------ | ------ | ------ |
| SP u Francuskoj          | Srebro | 1998.  |
| Copa América u Paragvaju | Zlato  | 1999.  |
| Kup konfederacija 2005.  | Zlato  | 2005.  |

## Vanjske poveznice
- Sambafoot.com  Arhivirana inačica izvorne stranice od 29. studenoga 2020. (Wayback Machine)
- CBF.com.br[neaktivna poveznica]